# Баня (Свентокшиське воєводство)
Баня (пол. Bania) — село в Польщі, у гміні Слупія Конецька Конецького повіту Свентокшиського воєводства.